# Henry Taube
Pour les articles homonymes, voir Taube.
Henry Taube (30 novembre 1915 à Neudorf (en), Saskatchewan, Canada - 16 novembre 2005 à Palo Alto, Californie) était un chimiste canadien naturalisé américain. Il est récipiendaire du prix Nobel de chimie de 1983.

## Biographie
Fils d'agriculteurs d'origine allemande qui ont émigré d'Ukraine vers le Canada, Henri Taube suit des études universitaires à l'université de la Saskatchewan où il obtient un B.S. (1935) et un M.Sc. (1937). Il part ensuite pour l'université de Californie et obtient un Ph.D. sous la direction de William Bray (1940).
Il poursuit ensuite une carrière universitaire, et devient professeur de chimie dans les universités de Cornell (1941-1946), Chicago (1946-1962) et Stanford (1962-2001), où il devient professeur émérite en 1986. Il sera aussi consultant au département de l'Énergie des États-Unis du laboratoire national de Los Alamos et chez Catalytica Associates Inc. (Mountain View, Californie).
Henri Taube est naturalisé citoyen américain en 1942.

## Recherche
Durant sa carrière, Henri Taube s'intéresse aux réactions d'oxydo-réduction, dans lesquelles des électrons sont perdus ou gagnés au cours d'une réaction chimique. Ses travaux s'articulent autour de l'étude des transferts électroniques dans le domaine de la chimie de coordination, qui est l'étude de métaux de transition entourés par d'autres molécules ou ions,. Il utilise notamment des isotopes et des études photochimiques pour sonder ces réactions. Ces travaux lui ont valu le prix Nobel de chimie en 1983 : « pour son travail sur le mécanismes des réactions de transfert électronique, particulièrement dans les complexes métalliques ».
Au cours de sa carrière Henri Taube aura publié plus de 350 articles scientifiques.

## Distinctions et récompenses
- Willard Gibbs Award (1971)[4]
- Médaille William-H.-Nichols (1971)
- National Medal of Science (1976)[5]
- Prix Nobel de chimie (1983)[1]
- NAS Award in Chemical Sciences (1983)[6]
- Robert A. Welch Award (1983)[7]
- Médaille Priestley (1985)[8]
- Membre étranger de la Royal Society (1988)
- Honorary fellowship de la Société royale du Canada (1997)